# Неволайка
Неволайка (словац. Nevolajka) — річка в Словаччині, права притока Білої Орави, протікає в окрузі Наместово.
Довжина приблизно 3.6-4.2 км. Витік знаходиться в масиві Оравська Магура (частина Будін) — на висоті близько 980 метрів. Протікає територією села Тапешово.
Впадає в Білу Ораву на висоті приблизно 615-620 метрів.